# Evpalinov tunel
Evpalinov tunel (grško: starogrško Ευπαλίνειο όρυγμα) je 1036 m dolg tunel skozi goro Kastro nad mestom Pitagorio na otoku Samosu, Grčija. Tunel velja za neverjeten gradbeniški podvig iz antičnih časov, v današnjem času pa je ena od večjih turističnih znamenitosti otoka Samos. To je drugi tunel v zgodovini, ki so ga zgradili s kopanjem z obeh strani.
Tunel je bil zgrajen v času, ko je na Samosu vladal kruti tiran Polikrat, prestolnica otoka pa je bila tam, kjer danes leži mesto Pitagorio. Dela je vodil gradbenik Evpalin (grško: starogrško Εὐπαλῖνος, Eupalinos) iz Megare. Tunel je bil namenjen zlasti oskrbi z vodo, hkrati pa je bil uporaben tudi kot skrivni izhod iz mesta v primeru sovražnega napada. Tunel je služil svojemu osnovnemu namenu več kot tisoč let, potem pa je bil opuščen. Arheologi so ga odkrili v letih 1882-1884.
Pri gradnji se je Evpalin drzno odločil, da začne kopati tunel z obeh strani hkrati. Z izvrstnim poznavanjem geometrije je določil obe izhodiščni točki na pobočju in ustrezno smer kopanja. Ker je vedel, da je zelo majhna napaka zadosti, da se obe cevi med sabo ne bosta srečali, se je odločil za genialen pristop. Ko so delavci obe cevi izkopali že skoraj do predvidene točke srečanja, jim je ukazal, da naredijo ovinek pod kotom približno 45° in na ta način dosegel, da se cevi križata, tudi če bi bili sicer vzporedni:
Težave bi lahko nastopile tudi zaradi razhajanja v navpični smeri. Da bi se temu izognil, je ukazal obe cevi graditi popolnoma vodoravno, na koncu pa je odprtino cevi ukazal še razširiti:
Tako nastali tunel je bil torej vodoraven. Da bi omogočil vodni tok po tunelu, je Evpalin ukazal ob robu izkopati jarek, ki je v začetku plitev, potem pa vedno globlji - ob izhodu je vodni jarek kar nekaj metrov pod prvotnim tunelom.